# 壯麗細尾鷯鶯
壯麗細尾鷯鶯（學名：Malurus cyaneus），又名華麗細尾鷯鶯，是細尾鷯鶯科的一種雀，分佈在澳洲東南部。牠們是留鳥及地盤性的，且有高度的兩性異形：雄雀繁殖時前額、耳底、上背及尾巴呈鮮藍色，面部黑色，喉嚨黑色或深藍色；非繁殖期的雄雀、雌雀及雛鳥主要是灰褐色的。現已知有兩個亞種：塔斯曼尼亞較為大及深色的cyaneus亞種及主島的cyanochlamys亞種。
壯麗細尾鷯鶯擁有一些特殊的行為特徵，包括社會性一夫一妻制但濫交，雖然牠們會一雌一雄組成一對，會雙方都會與其他雀交配及餵哺其幼鳥。雄雀會送黃色花瓣給雌雀來示愛。
差不多只要有一些下層灌木層作為遮蔭，就可以見到壯麗細尾鷯鶯的蹤跡。牠們可以棲息在有稀疏叢林的草原、森林、林地及花園。牠們已適應了城市環境，在悉尼、坎培拉及墨爾本的郊區十分普遍。牠們主要吃昆蟲及以種子扶助。

## 分類
壯麗細尾鷯鶯分類在細尾鷯鶯屬中，分佈在澳洲及新畿內亞低地。牠們屬內的最近親是輝藍細尾鷯鶯；這兩種細尾鷯鶯也與澳洲西北部的紫冠細尾鷯鶯。
詹姆斯·庫克（James Cook）第三次旅程中的醫生及自然學家威廉·安德森（William Anderson）於1777年在塔斯曼尼亞布魯尼島的冒險灣（Adventure Bay）上就捕捉了三隻壯麗細尾鷯鶯的標本。因為牠們的尾巴像歐洲的鶺鴒屬，故他將牠們分類此屬中。不過他卻沒有將其發現公開，而是由其助手於1782年發表。細尾鷯鶯屬是後來於1816年由路易·皮埃尔·维埃约所描述。
壯麗細尾鷯鶯與真正的鷦鷯科沒有關係。牠們以往被分類在鶲科之下，後來則被分別被分類在鶯科及細尾鷯鶯科。近期的DNA分析顯示細尾鷯鶯科與食蜜鳥及斑啄果鳥科有關，一同被分類在吸蜜鳥總科。

### 亞種
壯麗細尾鷯鶯已知有兩個亞種：
- M. c. cyaneus：1782年描述的指名亞種[11]，分佈在塔斯曼尼亞及巴斯海峽的島嶼。牠們較為大隻及深色，雄雀有較深的藍色。在金島的群落因較為深色而最初被描述為另一物種[12]，後來則被分類到此亞種中。[13]弗林德斯島群落的顏色是介乎金島群落與塔斯曼尼亞群落中間。[2]
- M. c. cyanochlamys：於1881年被描述[14]，分佈在澳洲主島。昆士蘭雄雀的冠、耳羽及上背是銀藍色的。[2]

### 演化歷史
鳥類學家理查德·斯科德（Richard Schodde）在他1982年的自傳中指壯麗細尾鷯鶯及輝藍細尾鷯鶯的共同祖先源自南方。這個共同祖先分開成為西南部（輝藍細尾鷯鶯）及東南部（壯麗細尾鷯鶯）的群落。由於西南部較東南部乾旱，當環境許可時，輝藍細尾鷯鶯就可以擴散至內陸地區。在東方，壯麗細尾鷯鶯則於冰河時期海平面較低時擴散至塔斯曼尼亞。後來海平面回升而隔離了M. c. cyaneus亞種。巴斯海峽形態則是於較近期才與塔斯曼尼亞的分隔，所以未能達至亞種的程度。進一步的分子研究有可能會改變這個假說。

## 特徵
壯麗細尾鷯鶯長14厘米及重8-13克，雄雀平均較雌雀大隻。尾巴平均長5.9厘米，是屬內最短的。M. c. cyaneus及M. c. cyanochlamys的喙分別平均長9毫米及8毫米，形狀稍為長，尖窄，底部較闊。喙闊於深度，形狀像其他吃昆蟲的鳥類。

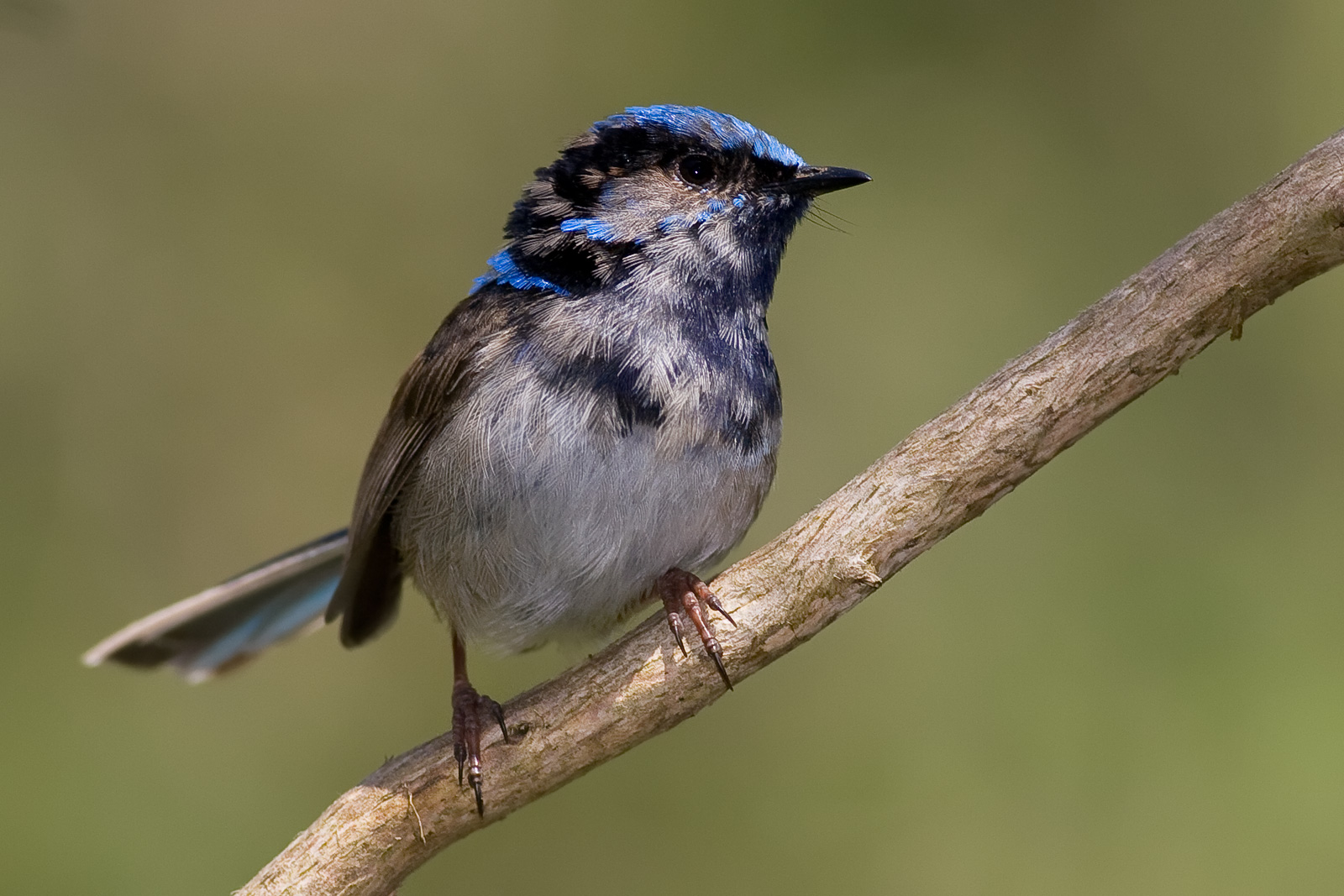
第一年換羽的雄雀。

壯麗細尾鷯鶯有明顯的兩性異形：繁殖期的雄雀羽毛呈鮮虹藍色，配以黑色及灰褐色。鮮色的冠及耳羽是用來示愛的。繁殖期的雄雀前額、耳底、上背及尾巴呈鮮藍色，雙翼呈褐色，喉嚨、眼斑及喙都是黑色的。雌雀、雛鳥及非繁殖期的雄雀都是呈黃褐色，下身較為淺色，尾巴呈黃褐色（雌雀及雛鳥）或灰藍色（雄雀）。雌雀及幼鳥的喙是褐色的，而雄雀在第一冬天後其喙會變為黑色。未成年的雄雀在孵化後第一個繁殖季節會換成繁殖期的羽毛，不過第一年的換羽往往並不完整，要待第二或第三年才會完整。雄雀與雌雀在繁殖後都會換羽，於冬天或春天就會再次換成婚羽。雄雀繁殖期的藍羽，尤其是耳羽，是呈虹色的，這是因為扁平及扭轉的小羽枝。藍羽可以反射紫外光，使牠們更為明顯。
壯麗細尾鷯鶯的聲音溝通主要是用作社交、聚集或保衛地盤。最主本或第一類叫聲是長1-4秒的高音，每秒包含了10-20個短節；雄雀及雌雀都會有這種叫聲。雄雀另有一種第二類叫聲，是面對掠食鳥類（如灰钟鹊）的反應。這類行為並非為要通知其他雀鳥，但目的不明。這類叫聲並非警告，而是將發出叫聲的雄雀的位置通知掠食者。這有可能是一種示威，但卻未能肯定。牠們的警告叫聲是一連串尖銳的吱吱聲，其他細小的雀鳥也會明白。雌雀在孵化時會發出輕聲的聲音。

## 分佈及棲息地
壯麗細尾鷯鶯廣泛分佈在相對較潮濕及肥沃的澳洲東南部，由南澳洲州東南部及艾爾半島端，經維多利亞州、塔斯曼尼亞、新南威爾士及昆士蘭，經布里斯本及向內陸擴展，北至道森河（Dawson River）及西至布萊科爾（Blackall）。牠們在悉尼、墨爾本及坎培拉的郊區十分普遍。牠們棲息在充滿下層灌木的林區，且適應了城市環境及會在花園和公園出沒。馬櫻丹及入侵的黑莓可以給牠們提供遮蓋的地方。牠們似乎很適應在城市中居住，且勝過入侵的家麻雀。在海德公園及悉尼皇家植物園都可以見到牠們的群落。牠們並不會棲息在密林或山區。松樹及桉樹林也不適合牠們生活。

## 行為

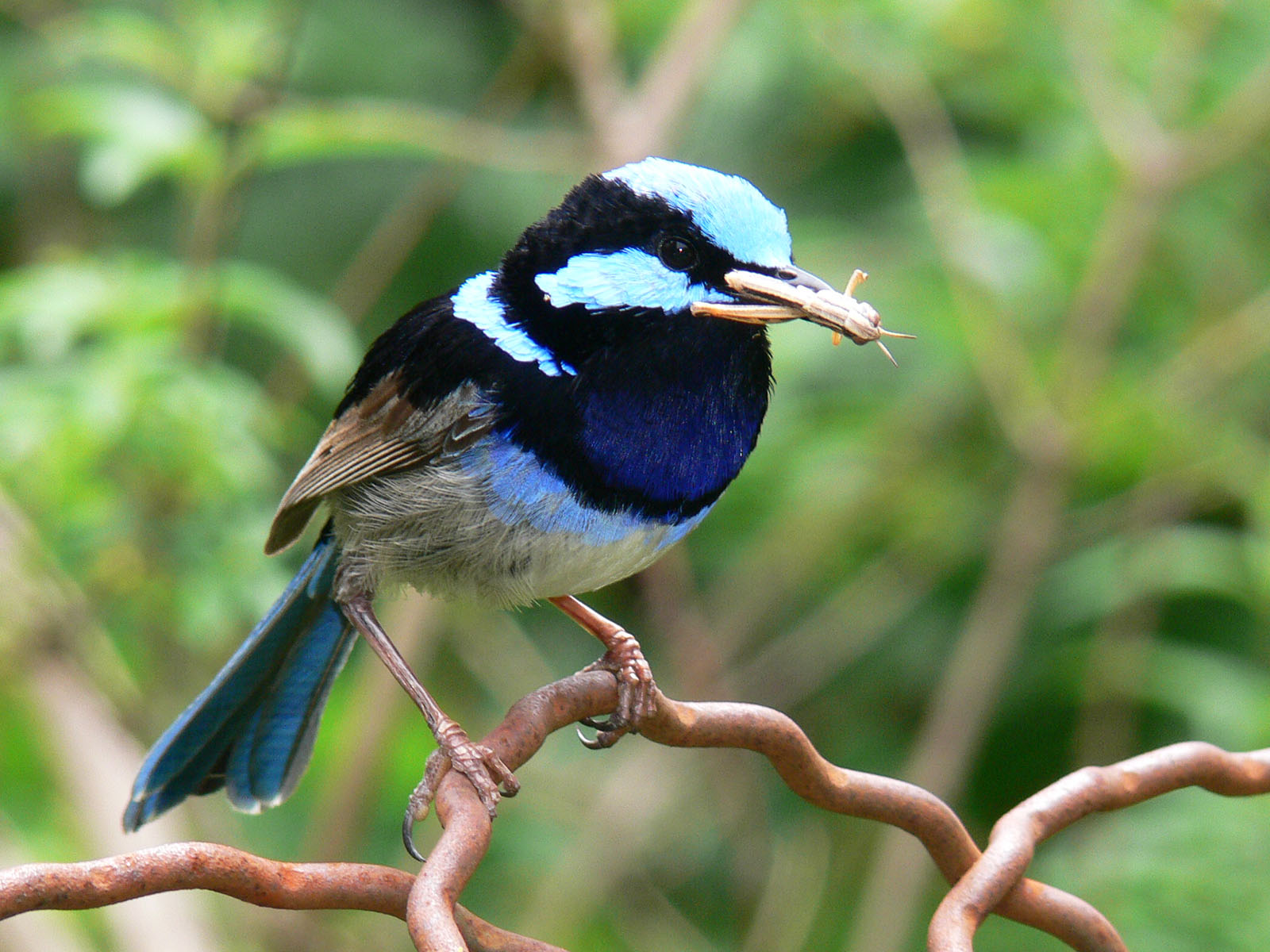
繁殖期的雄雀正在吃草蜢 。

壯麗細尾鷯鶯非常活躍於覓食，尤其是在近遮蔽處的遼闊地面。牠們以跳躍來活動，以尾巴來平衡。雙翼短而圓，在短途飛行的上升中很有幫助。於春天及夏天，昆蟲的數量很多及容易捕捉，所以在每次捕捉之間都可以休息。牠們日間會留在遮蔽處休息。到了冬天，食物較難尋找，牠們會花一整天的時間來覓食。
壯麗細尾鷯鶯是會進行合作生殖，全年由3-5隻成員負責保衛地盤。鳥群是由配偶對及一些在同一地盤孵化的雄雀或雌雀組成，這些雀鳥群未必是配偶對的子女。牠們會幫助保衛地盤及哺育雛鳥。同一鳥群的雀鳥是會互相用喙梳理的。
壯麗細尾鷯鶯的主要掠食者包括黑背鐘鵲、鍾鵲屬、笑翠鳥、噪鍾鵲、烏鴉及渡鴉及鵙鶇。另外，入侵的哺乳動物如赤狐、貓及黑鼠也會掠食牠們。牠們會以「齧齒動物式跑步（rodent-run）」來分散掠食者對鳥巢內雛鳥的注意。牠們會低下頭、頸及尾巴，伸出雙翼，迅速的跑動將羽毛抖松，併發出一種持續的警報鳴聲。

### 食性

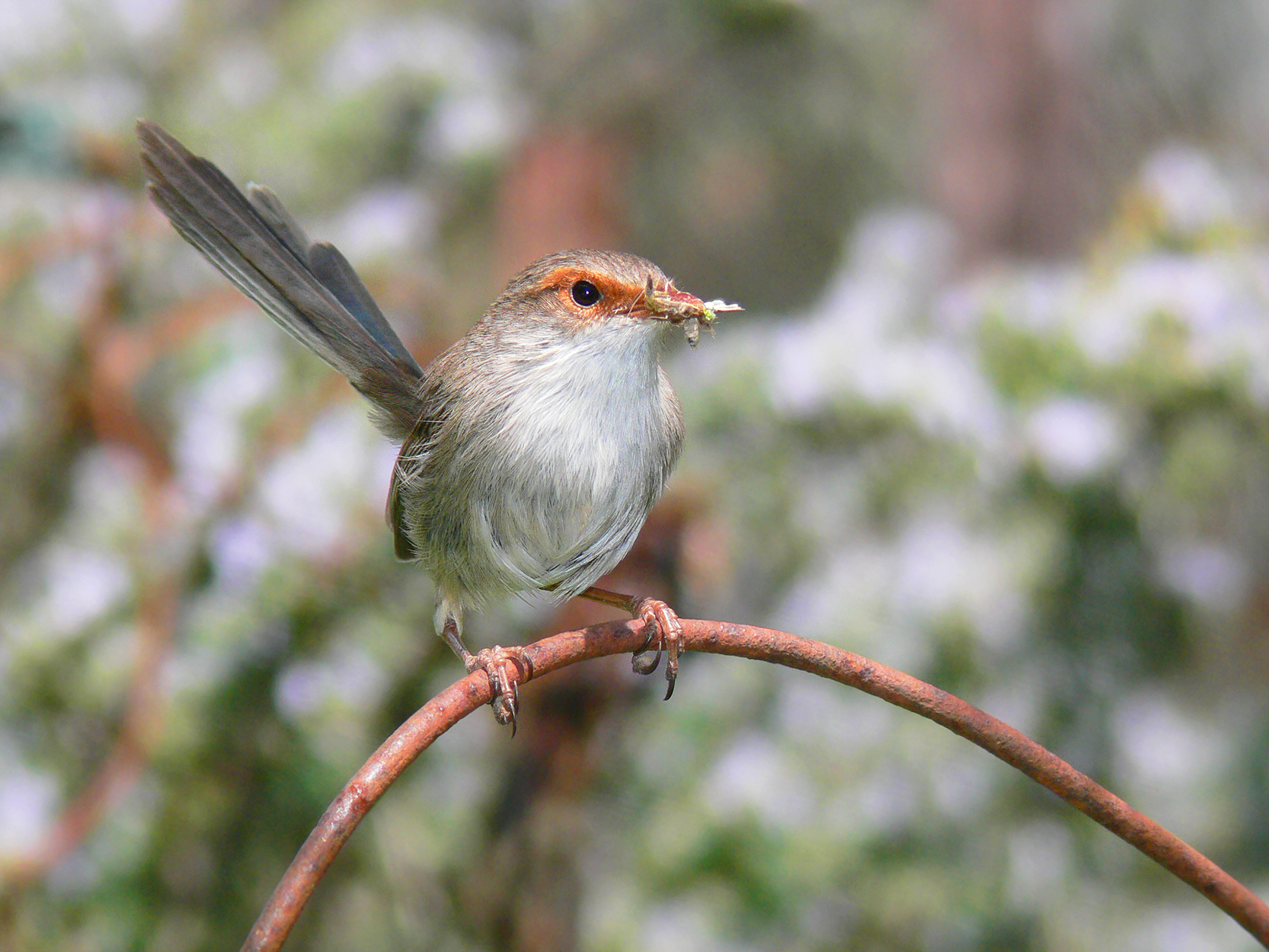
正在吃草蜢的雌雀。

壯麗細尾鷯鶯是吃昆蟲的。牠們吃多種細小的生物，主要是昆蟲，如蟻、草蜢、蝽蟓、蒼蠅、象鼻蟲及多種幼蟲；牠們也會吃小量的種子、花朵及果實。牠們會在地面或不高於2米的叢林間覓食。由於這種覓食方式，牠們很易受到掠食者侵襲，故此牠們很多時會一同或在近遮蔽處覓食。於冬天食物短缺時，蟻就是牠們重要的食物。雛鳥會吃大量毛蟲及草蜢。

### 示愛

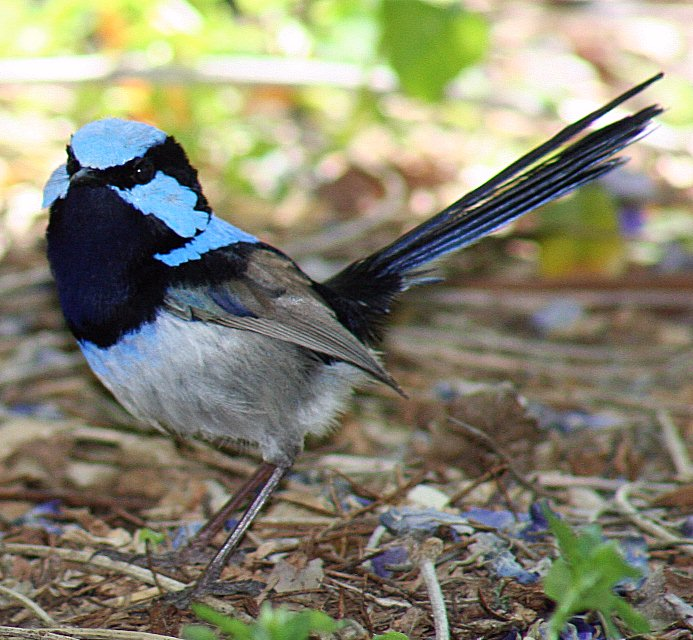
豎起藍色絨毛示愛的雄雀。

壯麗細尾鷯鶯已知有幾種示愛方式，其中一種是以像海馬般的形式飛行起伏。雄雀會將頸部膨脹，令羽毛豎起，於飛行時將身體由水平改為垂直，慢慢下降，當接迎地面時就會急速拍動雙翼上升。另一種是豎起羽毛來展示牠們耳朵上的藍色絨毛，是為一種攻擊性或示愛的行為。
在繁殖季節，雄雀會喙走黃色花瓣送給雌雀。黃色的花瓣與牠們的身體顏色有強烈對比，是示愛的其中一部份。雄雀有時會將花瓣送給其他地盤內的雌雀，有時更會在繁殖季節以外的時間來展示自己。牠們是社交性一夫一妻制但在繁殖上卻是濫交的，即一對雄雀及雌雀會一起生活，但雙方不時會與其他雀鳥交配；其中一部份幼鳥可能會由其他雄雀所照顧。幼鳥並非只有配偶對單獨照顧，一些與雌雀交配的其他雄雀也會照顧幼鳥。

### 繁殖

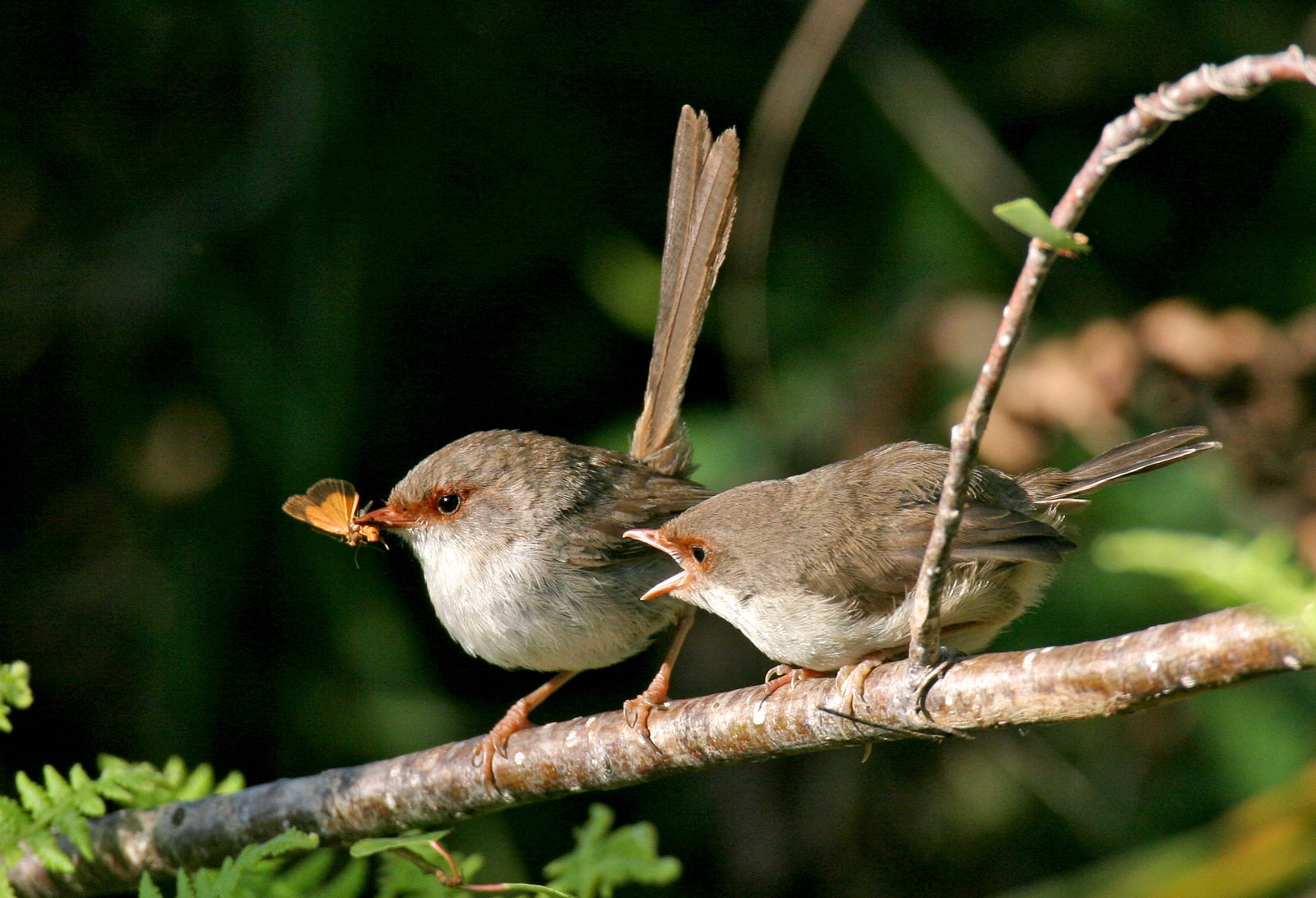
Female with juvenile begging for food, Northern Beaches, Sydney

壯麗細尾鷯鶯會於春天至夏末繁殖。鳥巢是圓拱形結構，以草及蜘蛛網造成，入口會在一邊及接近地面。繁殖季節內可能會產兩胎或以上。每次可以生3-4顆蛋，蛋呈白色有赤褐色斑點，約有12 x 16毫米大。孵化期為14天。初生的雛鳥未能看見，身體紅色沒有羽毛，當長出羽毛時很快就變成黑色。到了5-6日大牠們就會打開眼睛，10日大就完全長出羽毛。所有鳥群成員都會幫忙餵哺，並於10-14天移走糞囊。到了40天大，幼鳥就可以自行覓食，但仍會留在鳥群中一年作為幫手，接著會轉到其他鳥群或是在原有鳥群內成為領袖。作為領袖，牠們會餵哺及照顧其他雛鳥，並會對抗杜鵑及掠食者。霍氏金鹃、金鹃及扇尾杜鹃會寄生在牠們當中。

## 文化
壯麗細尾鷯鶯被用作為澳洲鳥類觀察及保育協會（Bird Observation & Conservation Australia）的徽章。

## 外部連結
- Internet Bird Collection （页面存档备份，存于）
- Australian Museum online （页面存档备份，存于）
- NSW National Parks & Wildlife Service
- Tree Of Life Web Project （页面存档备份，存于）
- Fairy-wrens are able to learn alarm calls from other species （页面存档备份，存于）